# Enrica Burchard-Bélavary

Enrica ou Rica Coppini alias Enrica Burchard-Bélaváry, née Henrichetta Virginia Cesira Maria Coppini le 22 septembre 1872 à Florence et morte en 24 juin 1960 dans le quartier Kútvölgy à Budapest, est une artiste peintre italo-hongroise.

## Biographie
Issue d'une ancienne famille florentine qui a donné de nombreux artistes (danseurs, chorégraphes, chanteurs), elle est la fille de Cesare Carnesecchi dit Coppini (1837-1917), premier danseur et maître de ballet de la Scala de Milan, et de Anna Lehky, d'une famille viennoise originaire de Bohême.

Enrica étudie les beaux-arts à Vienne de 1886 à 1888 sous la direction d'Hugo Charlemont, puis retourne à Florence et, de 1890 à 1898, fréquente l'atelier du peintre de cour Edoardo Gelli (en). De 1898 à 1899, elle est l'élève de Lenbach, puis de Böcklin. En 1894, 1896 et 1898, elle expose au Kunstverein de Munich (en) et chez Lenbach, puis à Berlin et Zurich en 1896, 1897 et 1898, ainsi qu'à la Galerie Eduard-Schulte à Düsseldorf en 1896. Elle épouse en 1899 le peintre István Burchard-Bélaváry, dont elle a une fille, Alice Burchard-Bélaváry, également artiste peintre, et s'installe à Bratislava avec son mari en 1904.
Elle peint principalement des portraits, à l'huile et au pastel, et aide son mari dans la réalisation de grandes toiles.
Parmi ses œuvres, on peut citer : Bain grec (1898) et Méditation (1894), propriétés du baron Blome. — Portrait (1901), propriété du chevalier Leo Ahsbahs. — Portrait (1902), propriété de Mme Dezső Bolla, Budapest. — Portrait d'Elza Seizing (1904), propriété de E. Seizing, Vienne. — Portrait (1904), propriété de Mme Ákosné Rácz née baronne Margit Perényi, Vienne. — Portrait (1905), propriété de la baronne Károly Born, Vienne. — Portrait de János Sendlein (1905), propriété de la Banque industrielle de Pozsony. — portrait du Dr György Kovacs (1907), propriété de la Banque industrielle de Pozsony. — portrait du Dr Ödön Mergl (1907), Bratislava. — Après le bain, nu (1908), propriété de György Kurucz. etc.

## Sources
1. ↑  Réclame dans le Burger Zeitung du 8 novembre 1896,

- Szendrei János, Szentiványi Gyula: Magyar képzőművészek lexikona 1. Abádi - Günther, Budapest, 1915
- Vo1, 1953. MagyKépLex, 1915; MűvLex I, 1965; MagyFestAdat, 1988. - L.Németh (Ed.), Magyar művészet 1890-1919, I, Budapest, 1981
- Egy magyar művészcsalád ("Une famille d'artistes hongrois"). In: Ország Világ Képes Hetilap, Budapest, 23 mars 1902. XXIII. évf. 12. sz. 222-223., 226., 233. o.
- Walter de Gruyter & Co: Allgemeines Künstlerlexikon, Vol. 21, VEB E.A. Seemann, 1983, p.121  (ISBN 3598227612),  (ISBN 9783598227615)